# Новий рік у Японії
Новий рік (お正月 о-сьогацу, 正月 сьогацу) — одне з великих та найвеселіших народних свят для японців. Вже в одинадцятому столітті о-сьогацу (радісний перший місяць) розглядався важливою подією. Традиція ця збереглася до наших днів. З о-сьогацу у багатьох японців асоціюються добрі ознаки, пов'язуються нові надії, удачі в житті. З останнім — сто восьмим за рахунком — ударом у дзвін опівночі повинні відступити в небуття всі гіркоти минулого року. Саме це породило давній звичай «боненкай» — «забувати старий рік», проводжати. О-сьогацу знаменує початок нового життя з усіма благами. І для щасливого о-сьогацу традиція наказує завершити розпочаті справи, покінчити з усіма наслідками старого року, розрахуватися з усіма боргами … бо без цього весь наступний рік буде затьмарено і піде одна невдача за іншою. І не тільки будь-яке починання, все життя в будинку узгоджується з цим знаменним явищем. Підготовка до о-сьогацу повинна проходити завчасно, обачно, належним чином. Цей день слід зустріти урочисто, у новому святковому одязі, у бездоганній чистоті. У всьому цьому вбачається запорука майбутніх успіхів і щастя.

## Історія святкування

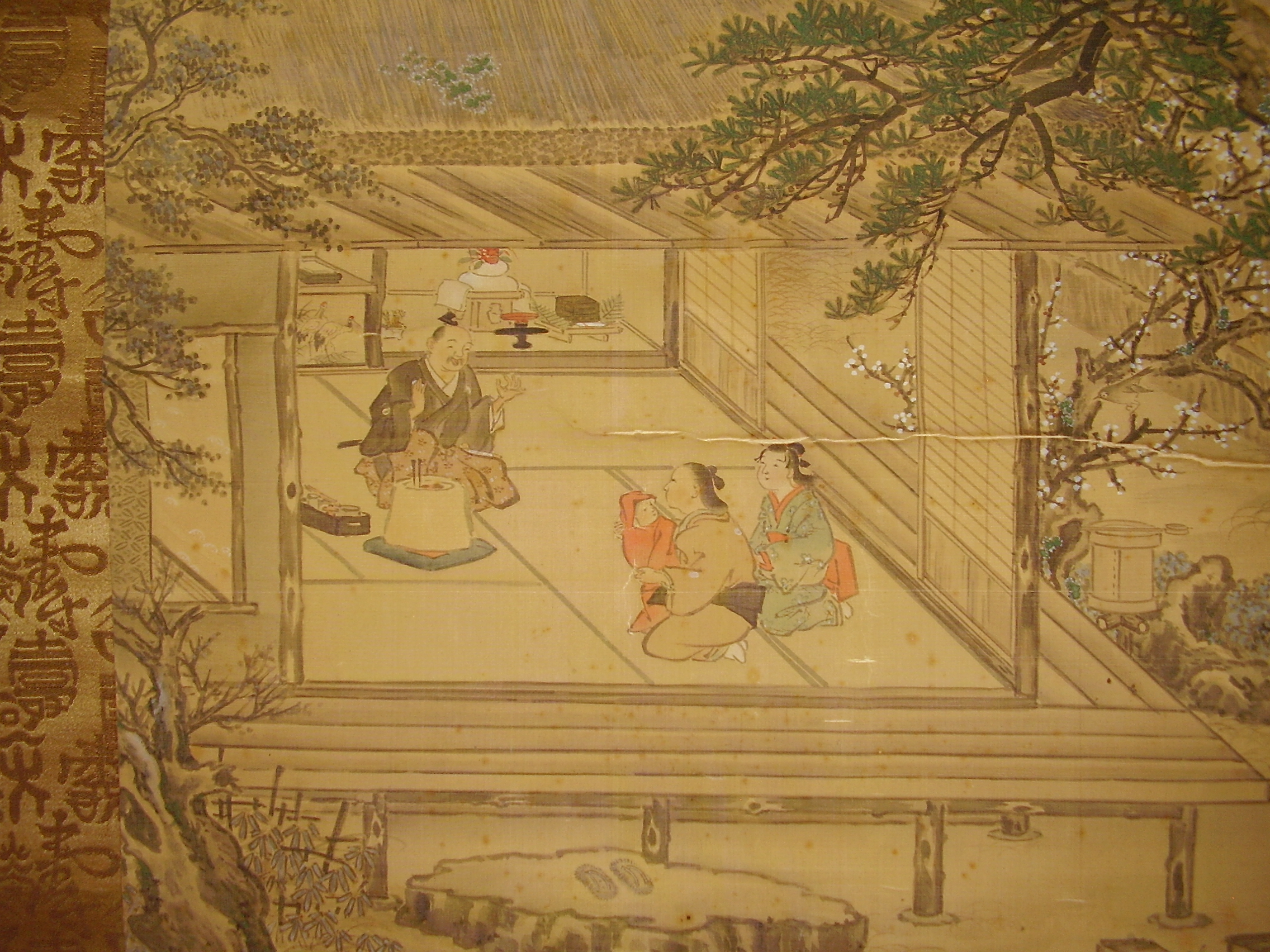
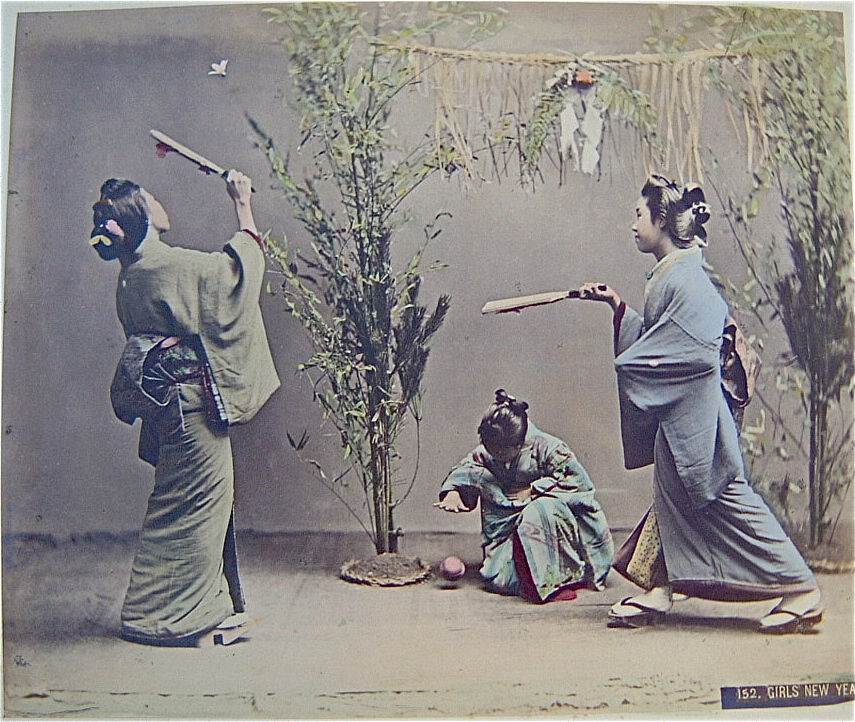
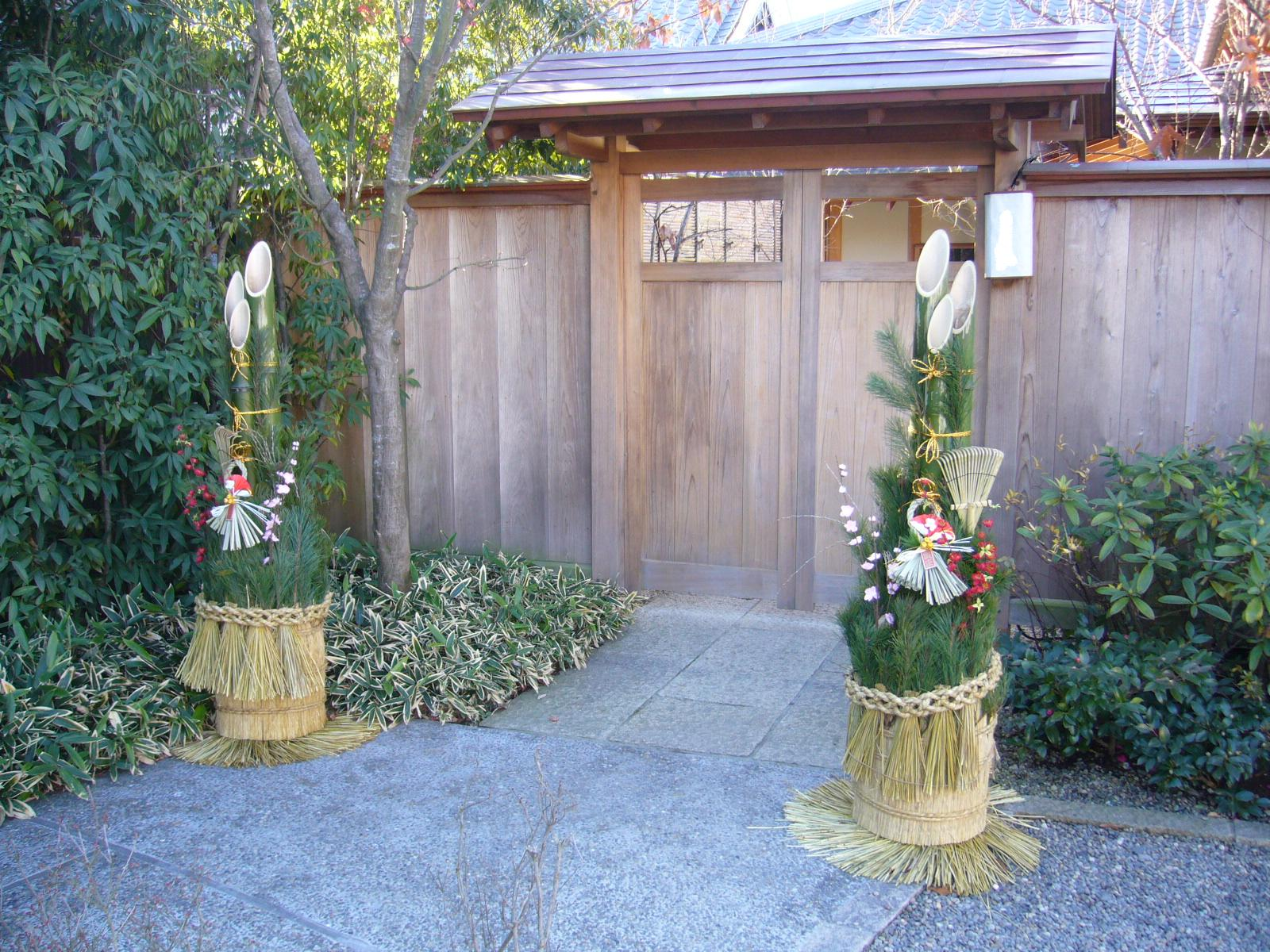
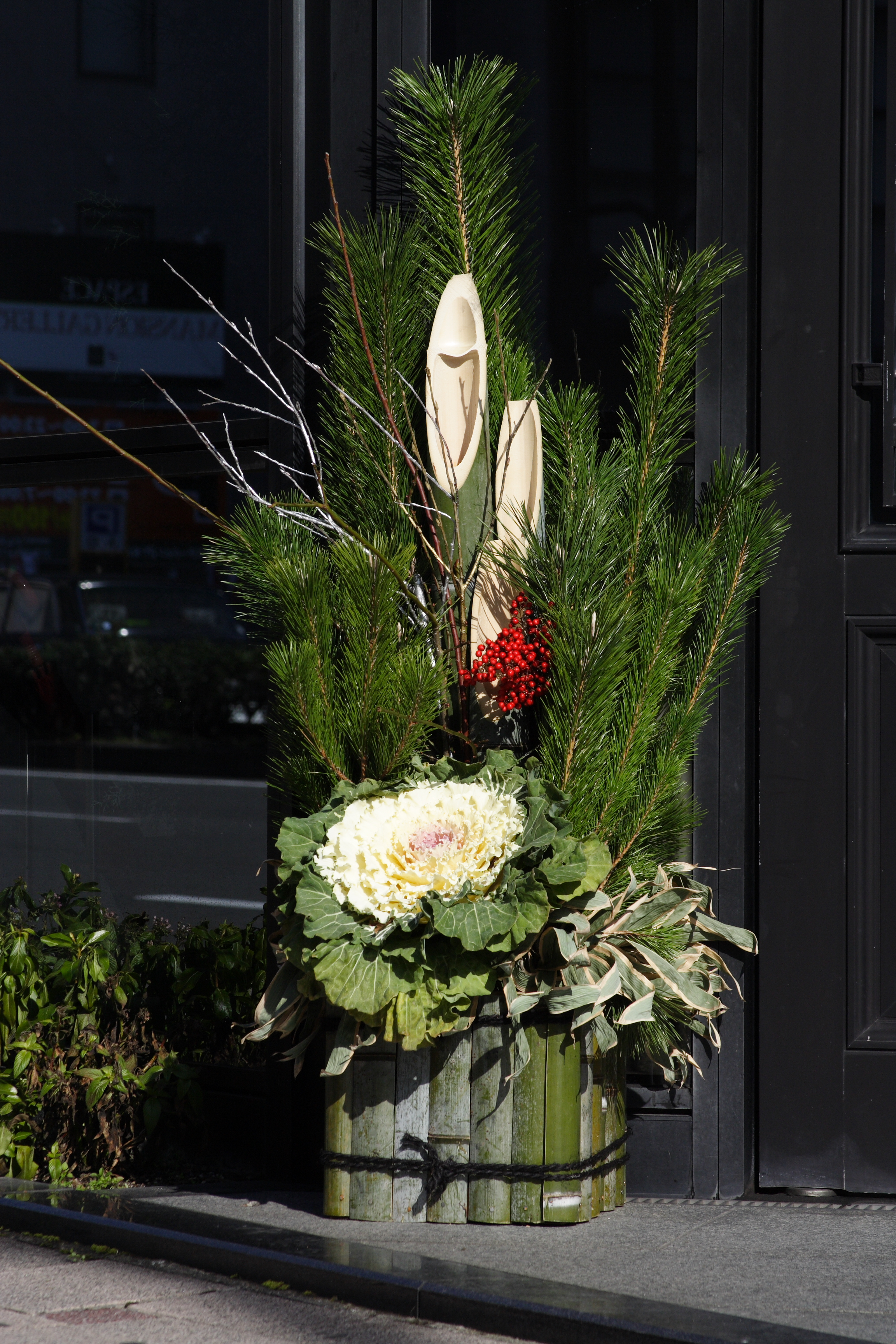

Святкувати 1 січня почали в 1873 р. — за наказом імператора Мейдзі — разом із запровадженням григоріанського календаря. До того японці, як і інші народи Східної Азії, жили за «східним» сонячно-місячним календарем. За ним свято Нового року припадало на перший день дванадцятого «місячного» місяця та не мало конкретної дати: кінець січня — початок лютого (як і зараз продовжують святкувати в Китаї та В'єтнамі). І це було не зимове свято, а свято початку весни (зараз в Японії його називають Сецубун — розділення сезонів — та відзначають 3 лютого).
|  | Сьогодні (1880 p.) у японців переддень Нового року. Давніше Новий рік зазвичай справлявся ними сьомого лютого, але кілька років тому уряд наказав святкувати його одночасно з Європою за григоріанським календарем. Народ кривився, поскаржився, але підкорився і тепер справляє свій Новий рік "по-новому" з колишніми веселощами та колишніми звичаями. |

## Божество Нового року
Здавна відомо кілька імен божества Нового року. Часто новорічне божество називали — Тосітокудзіі, дослівно «Бог Благодійник року»,  Тосігамі — «Дух або Бог року» або «О-сьогацу-сама», дослівно «Пан перший місяць». На відміну від «О-сьогацу-сама», Тосітокудзіі та Тосігамі сприймалися як офіційні божества, пов'язані з місцевим храмом.  «О-сьогацу-сама»  був тим самим новорічним божеством, який як символ радості і достатку, входив у кожен японський будинок. Цю відмінність демонстрували і народні пісні, в яких згадувалося лише божество на ім'я о-сьогацу-сама. Це ж відзначається і в етнографічних роботах, образ цього божества можна уявити вкрай умовно, так як  у фольклорних етнографічних джерелах він не постає антропоморфною істотою, основою опису його зовнішності є атрибути. Потрібно відзначити, що в порівнянні з іншими сільськогосподарськими божествами, його атрибути дано більш детально. В селянському побуті «Бог Нового року» був пов'язаний з багатим урожаєм, благополуччям у наступному році,  із достатком рису.

## Переддень Нового року
За традицією сільські жителі приступають до підготовки Нового року задовго до його настання, зазвичай тринадцятого грудня. Цього дня чоловіки йдуть у довколишні гори, щоб вибрати хвойні гілки для новорічної прикраси входу до житла, тоді як жінки займаються ретельним прибиранням будинку, очищенням свого вогнища. Зустріч Нового року вимагає особливого оздоблення житла, приготування святкового частування та вина.
|  | Під Новий рік кожен будинок неодмінно прикрашається всередині квітами та гілками квітучих фруктових дерев; садівники до цього дня навіть навмисне вирощують у фарфорових вазонах сливові та інші деревця-карлики, пишно усіяні квітами. Господині, окрім клопотів із прибиранням будинку, зайняті ще фарбуванням яєць і печінням рисових пирогів із солоною та свіжою рибою, що подаються до столу та роздаються в день Нового року рідним та прислугі. Фарбовані червоні яйця є нарівні з пирогами необхідною приналежністю та прикрасою новорічного сімейного столу. Цього дня господарі також і їх роздають на знак привітання всім домочадцям, друзям та слугам, які приходять з новорічними привітаннями. Готують господині ще й принесення всім домашнім духам-покровителям, у вигляді рисового хліба, шматка сушеної риби, пляшечки саки та скринька з коконами шовковичного черв'яка. |

## Символи Нового року

### Кадомацу
Кадомацу — соснові гілки, які виставляються біля під'їзду будинку або біля входу в житло, зазвичай парно, з двох сторін воріт чи дверей. Разом з гілками хвої ставляться також зв'язки бамбука, зрізаного навскіс у вигляді заточеного для письма величезного гусячого пір'я. А над входом до будинку вивішується «сіменава» — зв'язка сушеної трави. Вічнозелені гілки хвої для японців з давніх часів є символом незмінності, сталості, стійкості, а також нев'янення, довголіття. Звідси і символічне значення хвойних рослин з найдавніших часів: вікова сосна в японській літературі, поезії, живопису служить символом довголіття, мужності, моральної стійкості.
|  | Ми бачимо, як домашня прислуга встромляє куплені ялинки перед воротами та вхідними сходами, а бамбуки вздовж тротуару. Скрізь блукають продавці червоних кулястих ліхтариків, нанизаних групами на високу вигнуту бамбучину. Ліхтарики теж розкуповуються дуже жваво і вішаються на карнизи, на ворота та заради прикраси на ялинки, перевиті стрічками зі срібного та золотого паперу. |

### Cіменава
Пучок висушеної довговолокнистої трави, перев'язаний джгутом, або сніп рисової соломи, прикрашений білими паперовими стрічками, — «сіменава» — представляє символ чистоти та безпеки. Будинок, біля входу до якого вивішена сіменава, вважається недоторканним. За народном повір'ям, сіменава приносить спокій та благополуччя. Рисова солома служить своєрідною охороною, табу проти всіх сил зла.

### Сетикубай
До темнозеленої хвої та смарагдового відтінку бамбука іноді додають гілочки квітучої сливи, що надає особливої декоративності. Бамбук, прямий і стрункий, ніколи не ламається і здатний протистояти будь-якому бурелому. Бамбук завжди уособлює стійкість та мужність. Однак «пряма людина — що прямий бамбук: зустрічається рідко», — говорить японська приказка.
З часом гілки хвої, навскіс зрізані жердини бамбука та скручені пучки трави стали застосовуватися головним чином у декоративних цілях. Поєднання бамбука, сосни та квітів сливи — «сетикубай» — також вважається дуже доброзичливою ознакою. Ці символічні рослини, що набули широкого поширення у Китаї, відомі під ім'ям «три друга зимового холоду». Вони є уособленням вірності почуттів та стійкості. Характерно, що кадомацу та сіменаву застосовуються головним чином у зв'язку з о-сьогацу і майже не використовуються при інших обставинах. Кадомацу забирають 7 січня та урочисто спалюються на багатті. Іноді сіменава вивішується біля входу в синтоїстські святилища та в деяких інших місцях, щоб показати «святість» такого місця. У деяких випадках сіменава вивішується і по урочистих святах.
Характерно, проте, іноді замість хвої застосовуються також персикові гілки, які, як розповідає легенда, символізують довголіття життя, безсмертя. Гілка квітучого персика — улюблений поетичний образ японської художньої творчості. Квіти персика оспівуються за їх вражаючу життєстійкість. Їх ніжним пелюсткам не страшна навіть люта стужа: вони ніби кидають виклик сніговому покриву, крізь який незнищенно пробиваються при першому подиху весни.

### Вакадзарі
Над дверима ґанку вивішують новорічна прикрасу — «вакадзарі» — декоративна зв'язка з величезного морського рака («ебі»), листя папороті, «комбу» (морська капуста), «дайдай» (гіркий апельсин), — охоплений джгутом пучок рисової соломи та інші символи щастя і удачі. Морський рак (пишеться двома ієрогліфами — «морський старець») символізує довге життя, старість. Рак обіцяє також, що у похилому віці спина людини стане вигнутою, горбатою, подібно до форми ракової шийки. Морська капуста — комбу — відіграє тут роль талісмана, який обіцяє щастя та радість, бо комбу асоціюється зі словом «єрокобу» — «радіти», «веселитися»
«гіркий апельсин» (дайдай), співзвучне словам «покоління за поколінням», асоціюється з поняттям «продовження роду, життя», безсмертя.